# Vattenborgen

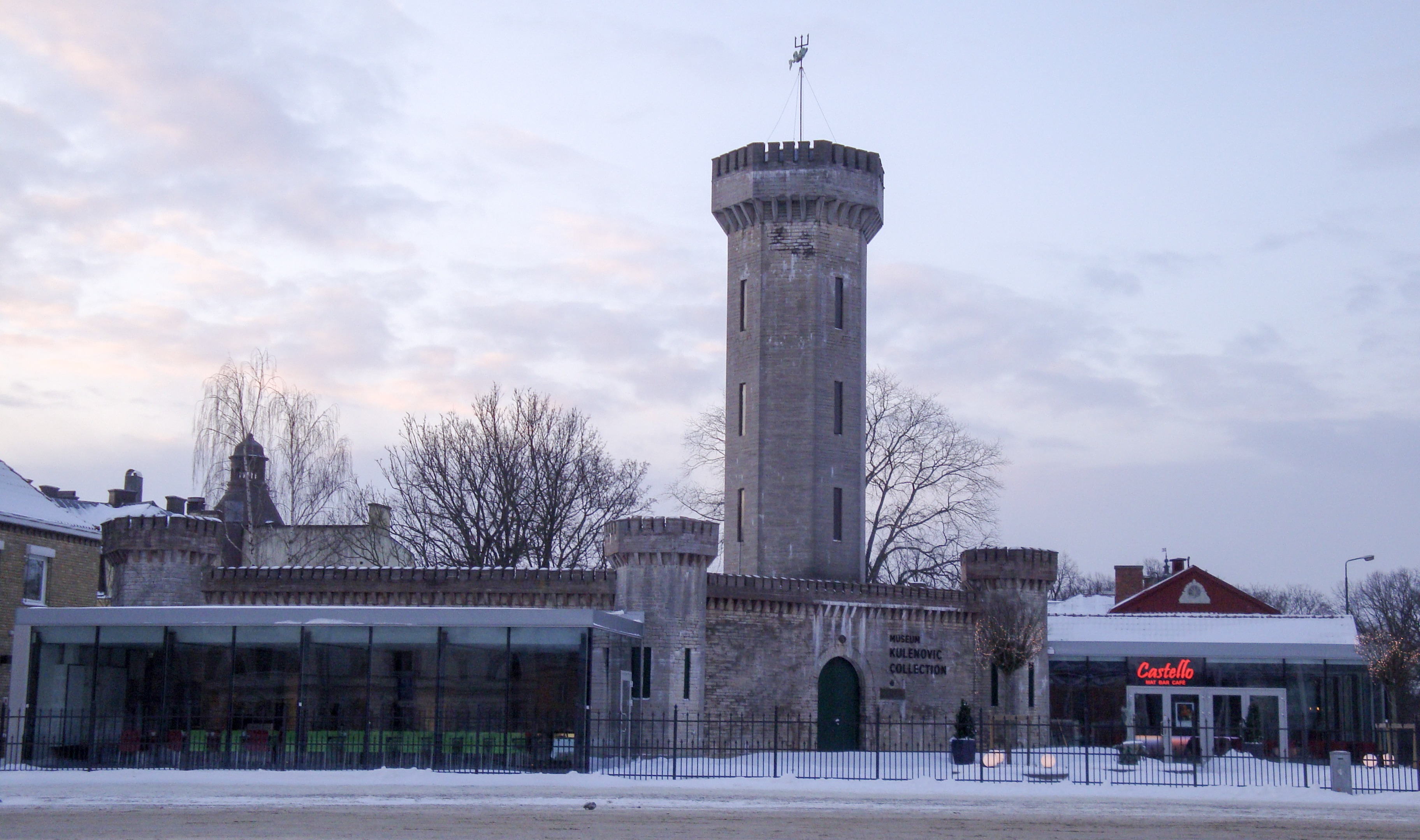
Vattenborgen, januari 2010

Vattenborgen är en kulturminnesmärkt  nyromantisk byggnad föreställande en borg i normandisk stil på Stortorget i Karlskrona. Den byggdes 1861–1863 som vattenresorvar på Trossö i Karlskrona i samband med byggandet av ett vattenledningverk från fastlandet. Den är belägen på torgets södra sida mellan Fredrikskyrkan och  Trefaldighetskyrkan. 
Vattenborgen är en del av Karlskrona världsarv som blev upptagen på Unescos världsarvslista 1998.

## Historik
Färskvatten har varit ett problem i Karlskrona ända sedan staden anlades. Speciella skutor användes för att frakta vatten från fastlandet. Redan 1815 behandlades i riksdagen frågan om att bygga ledningar från fastlandet, men det var först efter en koleraepidemi 1853 som beslutet fattades år 1860.
Överstelöjtnant Wilhelm Leijonancker fick i uppdrag att genomföra förslaget. Vattnet togs från Lyckeby där två silbäddar byggdes för att rena vattnet från ån. En 15-hästars ångmaskin pumpade sedan vattnet genom järnrör med en diameter på 15,5 cm till den cirka 1 100 m² stora cisternen. Vattenförsörjningen visade sig vara otillräcklig och eftersom Karlskrona örlogsbas inte kunde bygga ut vattenledningsverket togs det över av staden år 1899.
År 1939 byggdes ett vattentorn på Tyska bryggareberget som helt ersatte vattenreservoaren på Stortorget. 
Vattenborgen fungerade under 1960-talet som restaurang, bland annat under namnet Restaurang Kaskad och senare som korvkiosk och pizzeria. Från 1980-talet stod byggnaden tom. Mellan 6 juni 2009 och 21 januari 2018 fanns konstsamlingen The Kulenovic Collection i byggnaden. Sedan 2018 ägs vattenborgen av bolaget Stenhusen Vattenborgen AB. I juli 2020 öppnade en restaurang och nattklubb i Vattenborgen, som gick i konkurs året efter.